# Adobe Media Encoder
Adobe Media Encoder（アドビ メディア エンコーダー）は、アドビが販売しているアプリケーションソフトウェアで、メディアファイルの変換や動画のエンコードを行う。

## 概要
2003年に初版がリリース。メディアファイルの変換およびAdobe Premiere Pro、Adobe After Effectsなどのアプリと連携して、規格や解像度、フレームレート、拡張子などを設定して動画の書き出しが可能である。エンコードするファイルを「キューパネル」に追加して書き出すことができるほか、別のアドビのアプリケーションからジョブをキューに直接送ることもできる。
動画に透かしやタイムコードを追加することもできる。